# منتخب طاجيكستان لكرة اليد
منتخب طاجيكستان لكرة اليد هو ممثل طاجيكستان الرسمي في المنافسات الدولية في كرة اليد
.